# Bois (Charente-Maritime)
Bois is een gemeente in het Franse departement Charente-Maritime (regio Nouvelle-Aquitaine) en telt 446 inwoners (2004). De plaats maakt deel uit van het arrondissement Jonzac.

## Geografie
De oppervlakte van Bois bedraagt 21,4 km², de bevolkingsdichtheid is 20,8 inwoners per km².
De onderstaande kaart toont de ligging van Bois (Charente-Maritime) met de belangrijkste infrastructuur en aangrenzende gemeenten.

## Demografie
Onderstaande figuur toont het verloop van het inwonertal (bron: INSEE-tellingen).